# 23 februari
23 februari is de 54e dag van het jaar in de gregoriaanse kalender. Hierna volgen nog 311 dagen (312 dagen in een schrikkeljaar) tot het einde van het jaar.

## Gebeurtenissen
- Algemeen
  - 532 - Keizer Justinianus I laat de Hagia Sophia in Constantinopel door 10.000 arbeiders herbouwen. De kathedraal werd tijdens de Nika-oproer door brand verwoest.
  - 1905 - Paul Harris sticht in Chicago de Rotary Club.
  - 1934 - Leopold III wordt na de dood van zijn vader Albert I koning der Belgen.
  - 1967 - Boomkorkotter UK 223 ‘Maartje’ uit Urk vergaat vlak voor Texel in noordwester storm. Alle (5) bemanningsleden komen om.
  - 1980 - De tanker Irenes Serenade explodeert bij het ten anker komen bij Pylos in Griekenland. Er vallen 2 doden en er komt 120000 m³ olie vrij.
  - 1999 - Een lawine treft het Oostenrijkse dorp Galtür met 31 doden tot gevolg.
  - 2016 - Bij Lage Veld nabij Dalfsen botst een trein tegen een hoogwerker. De machinist (49 jaar) komt om het leven, 6 gewonden en de ravage is groot.[1]
  - 2024 - Als gevolg van een brand in een wooncomplex in de Chinese stad Nanjing vallen minstens 15 dodelijke- en tientallen gewonde slachtoffers.[2]
- Criminaliteit en veiligheid
  - 1973 - De arts mevrouw Postma wordt in het eerste Nederlandse euthanasie-proces veroordeeld tot een week voorwaardelijke gevangenisstraf wegens het doden van haar ernstig zieke moeder.
  - 1981 - De ME ontruimt krakerspanden in Nijmegen ten behoeve van een parkeergarage die er uiteindelijk toch niet komt.
- Economie
  - 2010 - Leiders uit Latijns-Amerika en de Caraïben verenigen zich in een regionaal economisch blok waar Canada en de Verenigde Staten buiten zijn gelaten.
- Kunst en cultuur
  - 1851 - België - Oprichting van het Willemsfonds, genoemd naar de schrijver Jan Frans Willems, ter ondersteuning van de Vlaamse taal en literatuur.
- Muziek
  - 2024 - De toppositie in de UK Singles Chart is deze week voor Texas Hold 'Em van Beyoncé die Stick Season van Noah Kahan na zeven weken van deze positie afstoot.[3]
- Oorlog
  - 1763 - Slavenopstand van Berbice (Guyana) onder leiding van Cuffy.
  - 1836 - Slag om de Alamo: Het Mexicaanse leger behaalt een pyrrusoverwinning op de Texanen onder bevel van de kolonisten Davy Crockett en Jim Bowie.
  - 1945 - Amerikaanse mariniers planten de vlag op Iwo Jima.
- Politiek
  - 1903 - Cuba verhuurt Guantanamo Bay "voor de eeuwigheid" aan de Verenigde Staten.
  - 1981 - Antonio Tejero probeert tevergeefs een staatsgreep te plegen in Spanje. Die is bekend geworden onder de naam 23-F.
  - 1991 - Thaise militairen bezetten verscheidene radio- en televisiestations van de regering in een poging tot staatsgreep.
  - 2014 - Premier Andrus Ansip van Estland kondigt aan op 4 maart vervroegd af te treden.
  - 2024 - De Duitse Bondsdag stemt voor het beperkt legaliseren van de particuliere consumptie (bezit van maximaal 25 gram) en teelt van cannabis (maximaal 3 planten). Cannabisclubs met maximaal 500 leden die allemaal volwassen moeten zijn mogen voor hun leden grootschaliger cannabis gaan produceren. Het besluit maakt Duitsland na Malta en Luxemburg het derde Europese land dat cannabis legaliseert.[4][5]
- Recreatie
  - 2010 - In het Disneyland Park te Anaheim wordt de attractie Captain EO heropend.
- Religie
  - 1957 - Oprichting van het Bisdom Essen in de Bondsrepubliek Duitsland.
- Sport
  - 1960 - Zwemster Dawn Fraser uit Australië brengt in Sydney haar eigen wereldrecord op de 100 meter vrije slag op 1.00,2.
  - 1972 - De Franse schaatsster Elisabeth Vadot vestigt het werelduurrecord op de schaats in Grenoble: in één uur tijd schaatst ze 29363,4 m.
  - 1976 - De Nederlandse schaatser Jan Roelof Kruithof vestigt het werelduurrecord op de schaats in Inzell: in één uur tijd schaatst hij 36971 m.
  - 1988 - Schaatsster Yvonne van Gennip wint de 3000 meter (goud) in Calgary tijdens de Olympische Winterspelen.
  - 1990 - In het uitverkochte National Hockey Stadium in Lahore wint de Nederlandse hockeyploeg voor de tweede keer in de geschiedenis de wereldtitel. Gastland Pakistan wordt in de finale met 3-1 verslagen.
  - 1994 - Olga Koezenkova vestigt het eerste officiële wereldrecord kogelslingeren bij de vrouwen met een worp van 66,84 meter.
  - 1994 - Het Tsjechisch voetbalelftal speelt in en tegen Turkije (1-4) de eerste officiële interland sinds de vreedzame boedelscheiding met Slowakije.
  - 2000 - Oprichting van de Duitse voetbalclub FC Gütersloh 2000 als voortzetting van de club uit 1978.
  - 2010 - Bob de Jong wint de bronzen medaille op de 10.000 meter tijdens de Olympische Winterspelen in Vancouver. Sven Kramer wordt gediskwalificeerd door twee maal een binnenbaan te rijden.
- Wetenschap en technologie
  - 1893 - In Duitsland wordt octrooi verleend op de revolutionaire dieselmotor van Rudolf Diesel.
  - 1941 - Glenn Seaborg produceert en isoleert voor het eerst het element plutonium.
  - 1947 - De Internationale Organisatie voor Standaardisatie (ISO) wordt opgericht.
  - 1990 - Het Pioneer 11 ruimtevaartuig van NASA verlaat het zonnestelsel.[6]
  - 2022 - De Daniel K. Inouye zonnetelescoop, van de Amerikaanse National Science Foundation, gelegen op Hawaï verricht de eerste wetenschappelijke waarnemingen en daarmee is de operationele inbedrijfstellingsfase van het instrument begonnen.[7]
  - 2023 - Lancering met een Lange Mars 3B/E raket van China Aerospace Science Corporation (CASC) vanaf lanceerbasis Xichang van de ChinaSat 26 of Zhongxing 26 missie met een Chinese communicatiesatelliet.[8]
  - 2024 - De Odysseus maanlander van Intuitive Machines maakt als eerste privaat gefinancieerde ruimtevaartuig een zachte landing op de Maan, dicht bij de krater Malapert A. Het is de eerste landing van een Amerikaans ruimtevaartuig sinds Apollo 17 in 1972.[9][10]
  - 2024 - Lancering van een Falcon 9 raket van SpaceX vanaf Vandenberg Space Force Base SLC-4E voor de Starlink group 7-15 missie met 22 Starlink satellieten.[11]
  - 2024 - Lancering met een Lange Mars 5 raket van China Aerospace Science Corporation (CASC) vanaf lanceerbasis Wenchang in China van de TJSW-11 missie met de gelijknamige geheime Chinese satelliet die voor het testen van communicatietechnologie zou zijn. Details zijn niet bekendgemaakt.[12]
  - 2024 - Het Minor Planet Center van de Internationale Astronomische Unie maakt bekend dat er twee nieuwe manen in een baan rond de planeet Neptunus en een in een baan rond de planeet Uranus zijn ontdekt.[13][14][15] Dit brengt het aantal ontdekte manen van Neptunus op 16 en van Uranus op 28.[16]

## Geboren

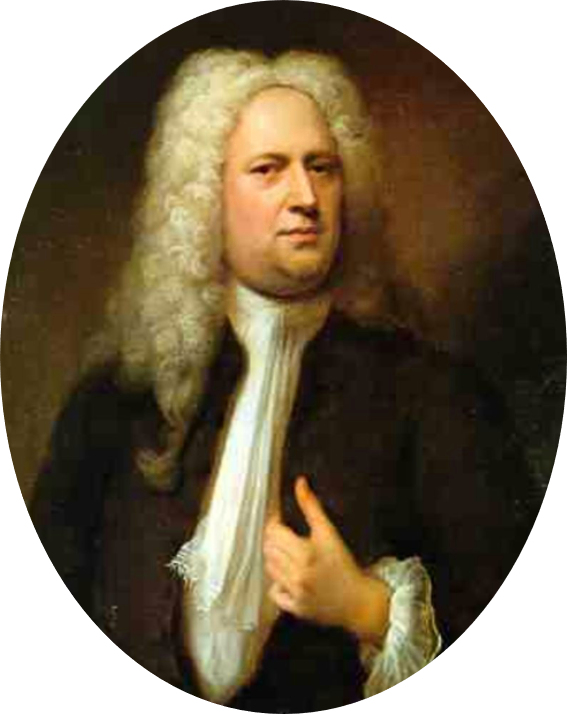
Georg Friedrich Händel
geboren in 1685

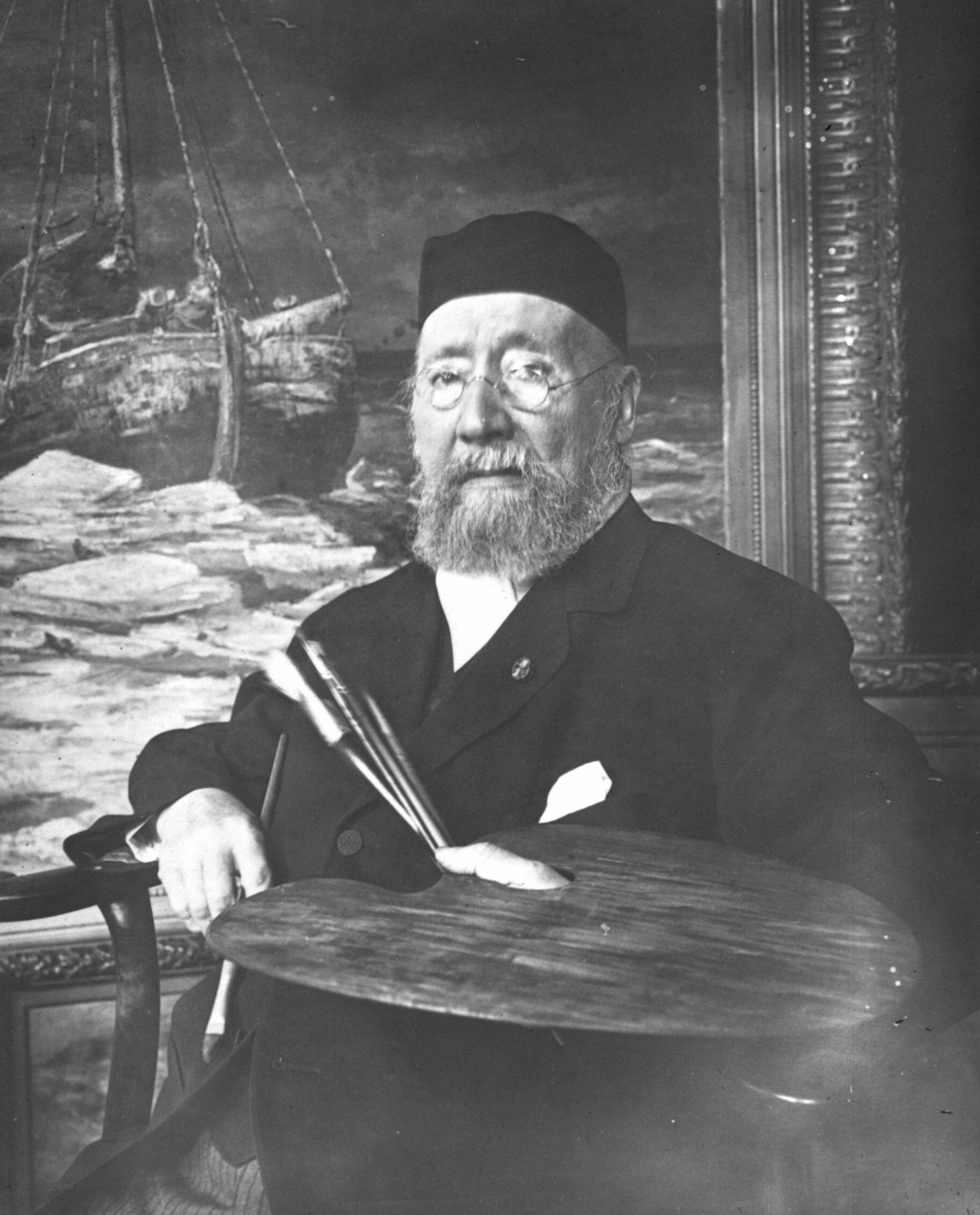
Hendrik Willem Mesdag
geboren in 1831

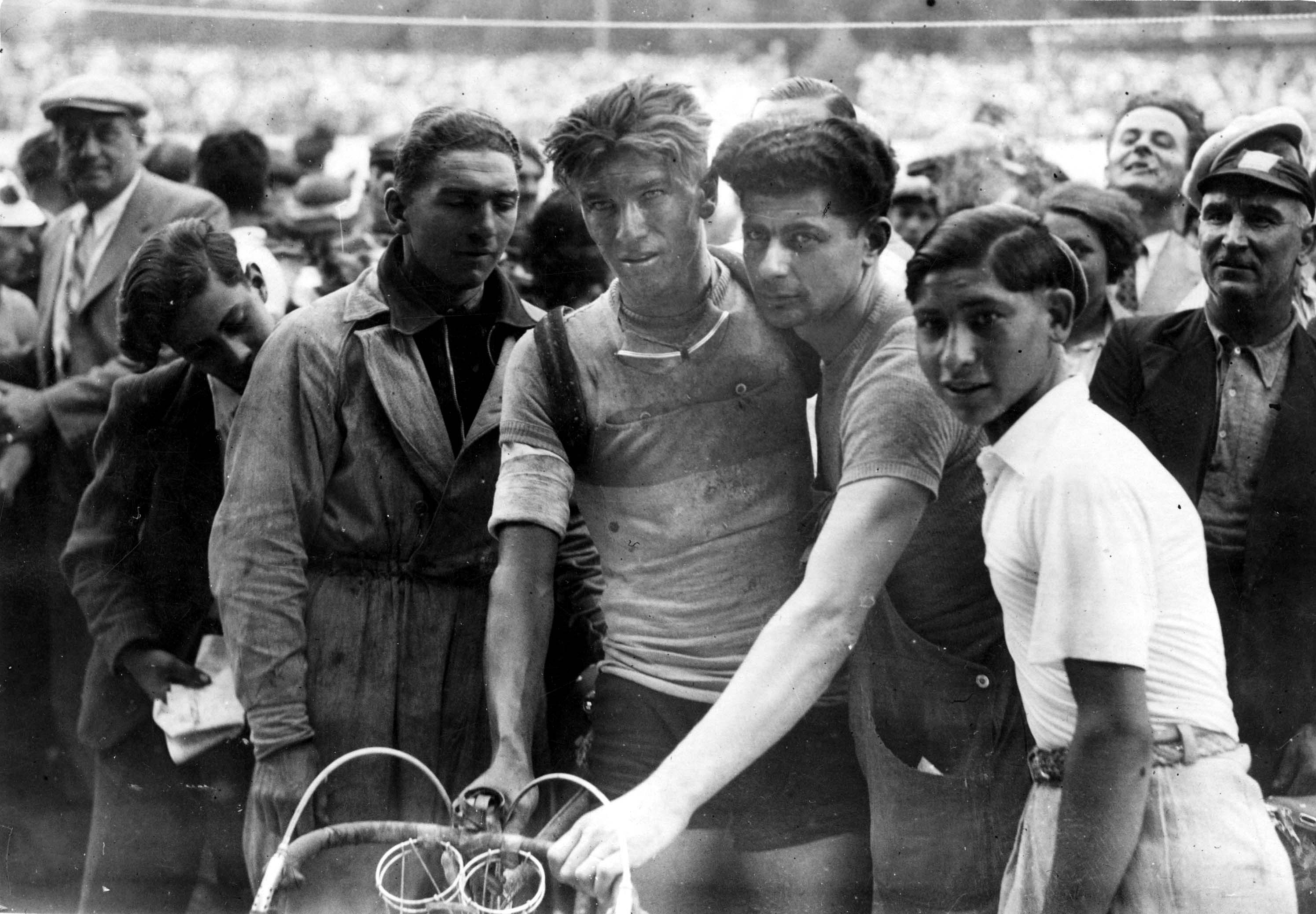
Theo Middelkamp
geboren in 1914

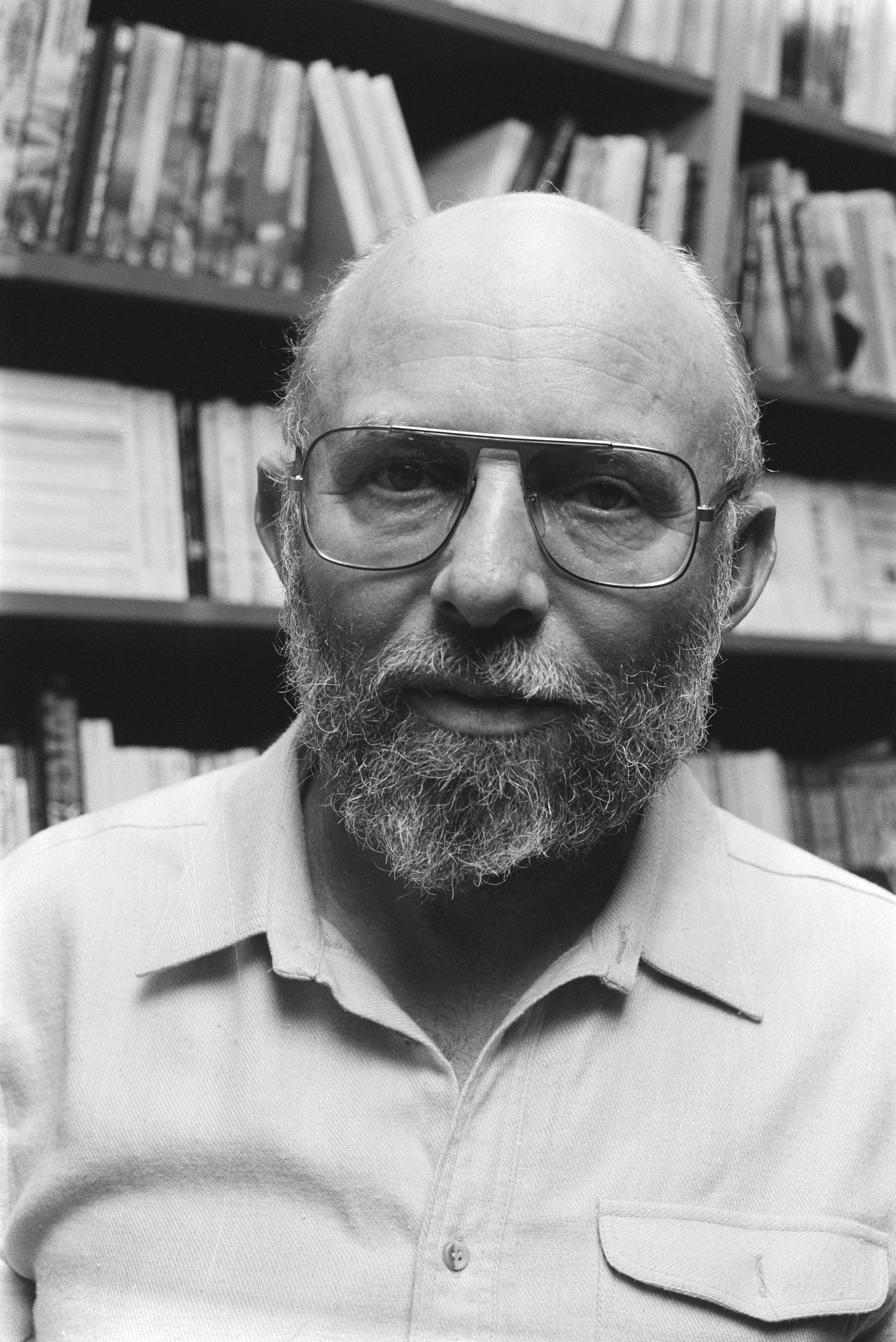
Jef Geeraerts
geboren in 1930

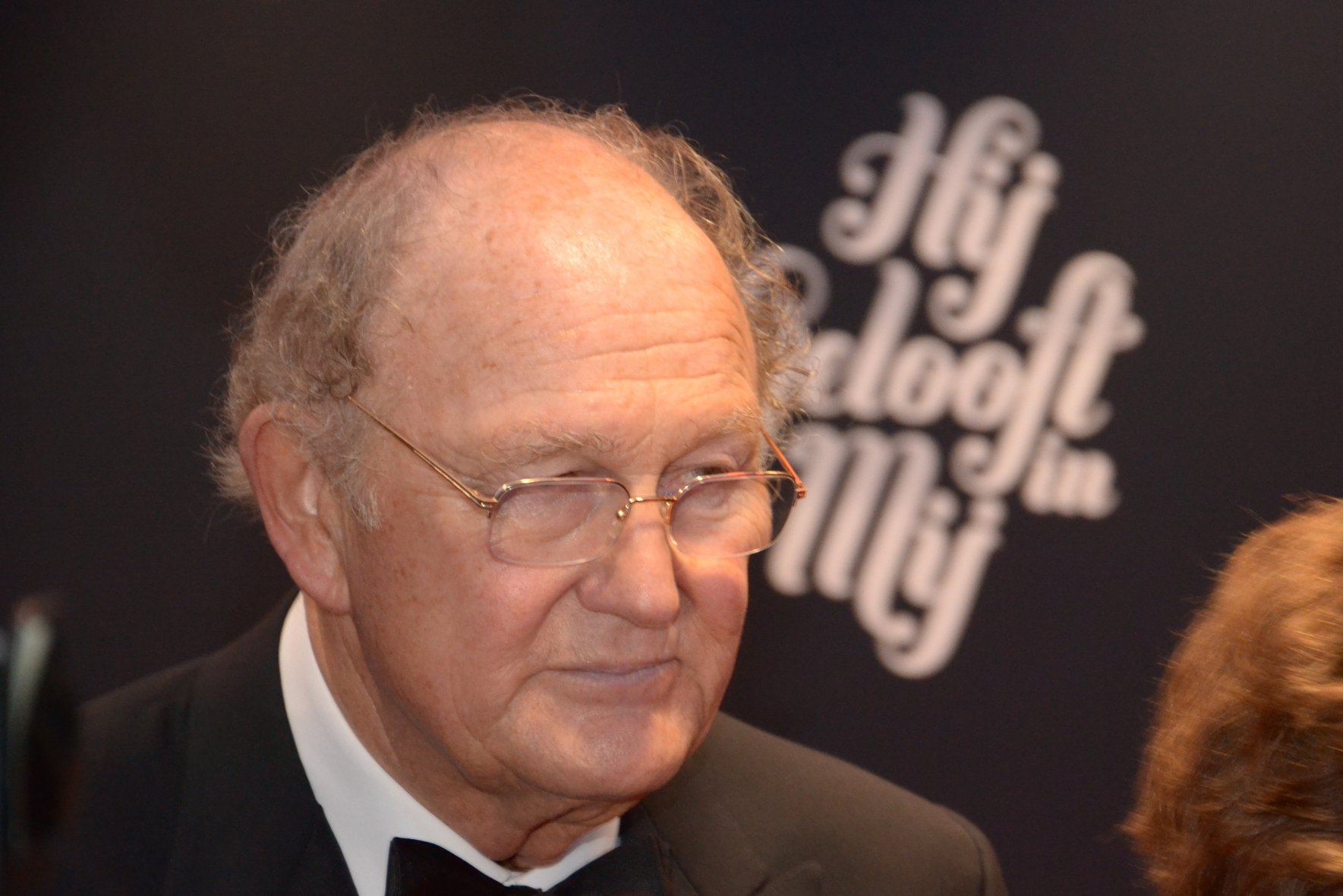
Joop van den Ende
geboren in 1942

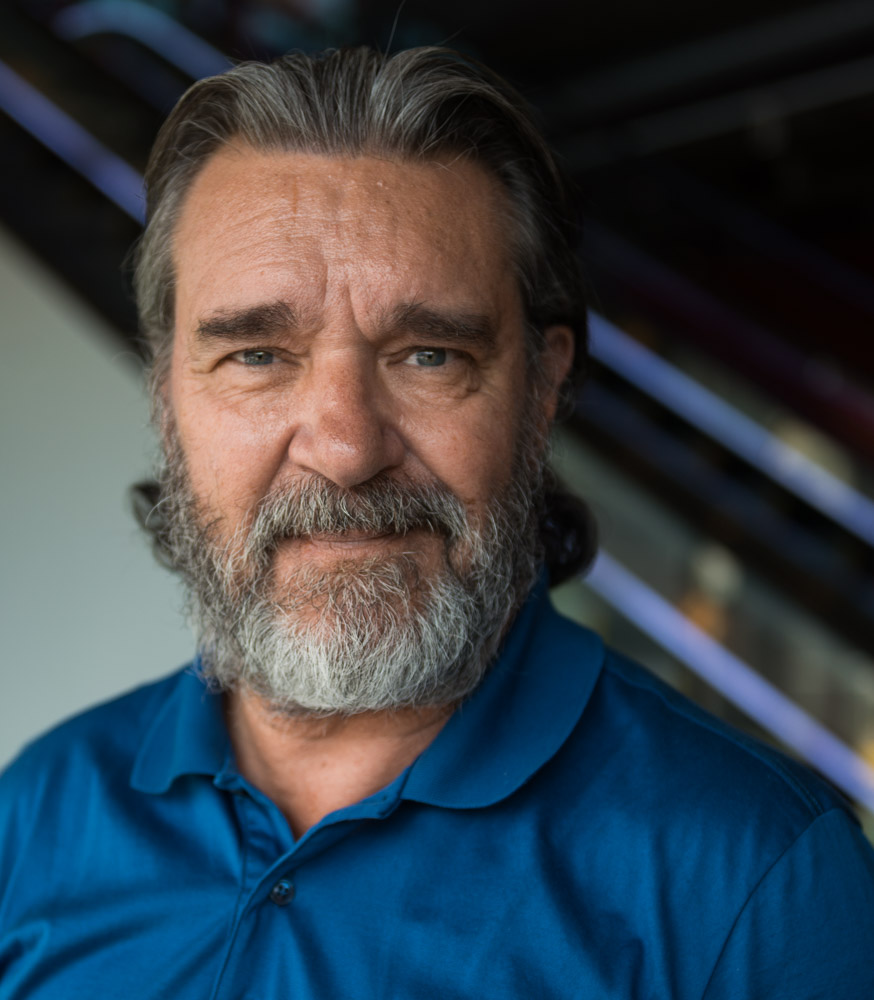
Kjell Bergqvist
geboren in 1953

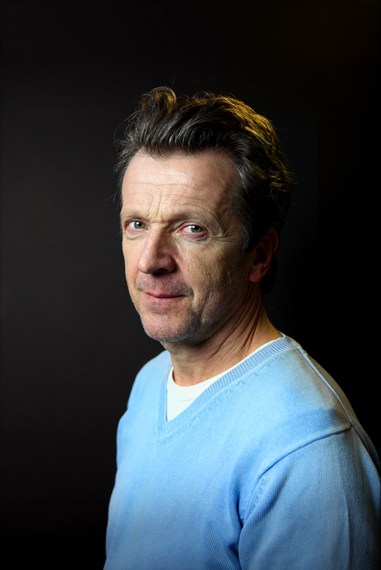
Lucas Van den Eynde
geboren in 1959

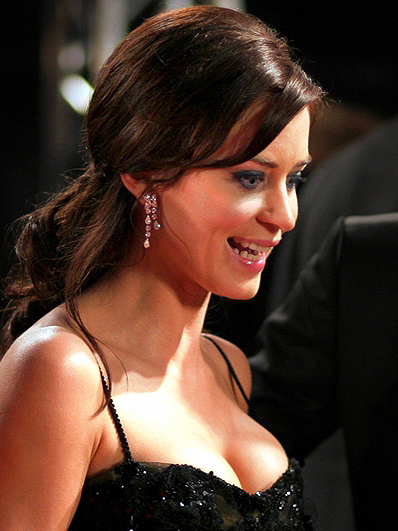
Emily Blunt
geboren in 1983

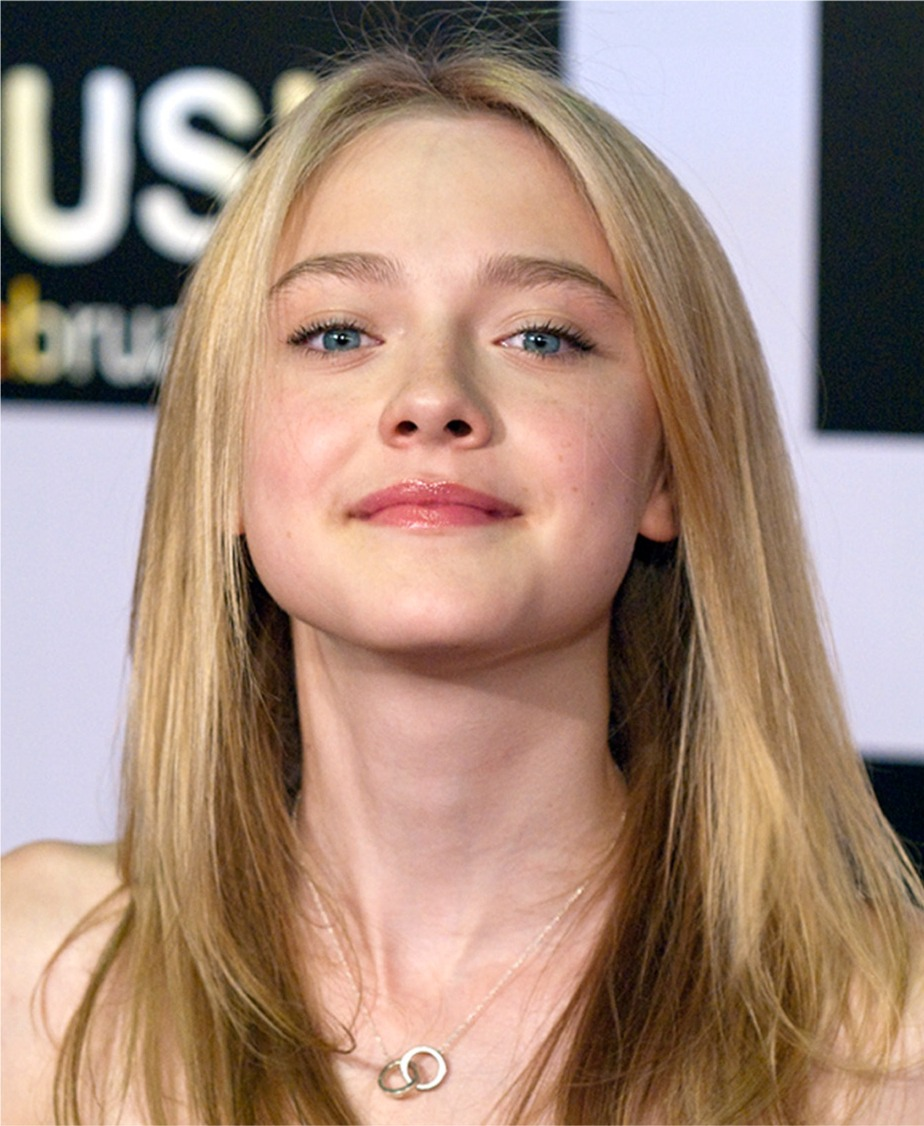
Dakota Fanning
geboren in 1994

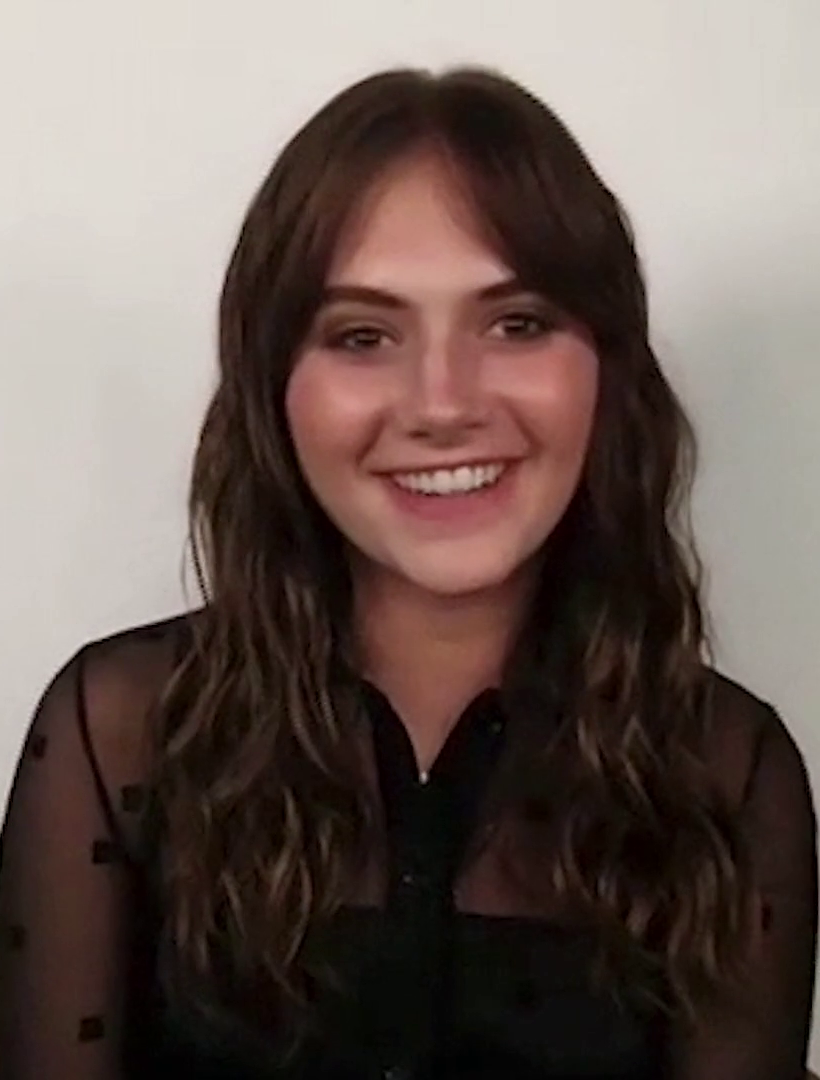
Emilia Jones
geboren in 2002

- 1443 - Matthias Corvinus, koning van Hongarije (overleden 1490)
- 1596 - Magdalena van Nassau-Siegen, Duits gravin (overleden 1662)
- 1605 - Frans Banninck Cocq, de kapitein op het schuttersstuk De Nachtwacht, burgemeester van Amsterdam (overleden 1655)
- 1606 - George Frederik van Nassau-Siegen, Duits graaf, gouverneur van Bergen op Zoom (overleden 1674)
- 1633 - Samuel Pepys, Brits schrijver (overleden 1703)
- 1685 - Georg Friedrich Händel, Duits-Engels componist en dirigent (overleden 1759)
- 1743 - Mayer Amschel Rothschild, Duits bankier (overleden 1812)
- 1744 - Jan van Os, Nederlands kunstschilder (overleden 1808)
- 1767 - Marguerite Georges, Frans toneelactrice (overleden 1867)
- 1806 - Frederick Garling Jr., Brits kunstschilder en douanebeambte in Australië (overleden 1873)
- 1821 - Agostino Bausa, Italiaans kardinaal-aartsbisschop van Florence (overleden 1899)
- 1831 - Hendrik Willem Mesdag, Nederlands schilder en museumoprichter (overleden 1915)
- 1840 - Carl Menger, Oostenrijks econoom (overleden 1921)
- 1844 - Augustus Edwin Mulready, Engels kunstschilder (overleden 1904)
- 1863 - Luigi Capotosti, Italiaans curiekardinaal (overleden 1938)
- 1871 - Wilhelmina van der Horst-van der Lugt Melsert, Nederlands actrice (overleden 1928)
- 1874 - Konstantin Päts, president van Estland (overleden 1956)
- 1877 - Frederic L. Paxson, Amerikaans historicus (overleden 1948)
- 1878 - Kazimir Malevitsj, Oekraïens kunstschilder (overleden 1935)
- 1881 - Titus Brandsma, Nederlands pater en verzetsstrijder (overleden 1942)
- 1881 - Polydore Veirman, Belgisch roeier (overleden 1951)
- 1882 - B. Traven, Duits schrijver (overleden 1969)
- 1883 - Victor Fleming, Amerikaans regisseur (overleden 1949)
- 1883 - Karl Jaspers, Duits filosoof (overleden 1969)
- 1883 - Walter Kuntze, Duits generaal (overleden 1960)
- 1890 - Amoene van Haersolte, Nederlands schrijfster (overleden 1952)
- 1890 - George Robert, Nederlands organist (overleden 1972)
- 1899 - Erich Kästner, Duits schrijver (overleden 1974)
- 1899 - Elisabeth Langgässer, Duits schrijver (overleden 1950)
- 1901 - Mien van 't Sant, Nederlands schrijfster (overleden 1994)
- 1902 - André Tassin, Frans voetballer (overleden 1987)
- 1904 - William L. Shirer, Amerikaans journalist, geschiedkundige en schrijver (overleden 1993)
- 1907 - Roberto Cherro, Argentijns voetballer (overleden 1965)
- 1911 - Jan Chapelle, Belgisch atleet (overleden 1984)
- 1914 - Theo Middelkamp, Nederlands wielrenner (overleden 2005)
- 1916 - Toon Kortooms, Nederlands schrijver en journalist (overleden 1999)
- 1917 - Gerard Carlier, Nederlands atleet (overleden 1995)
- 1918 - Manuel Peçanha (Lelé), Braziliaans voetballer (overleden 2003)
- 1920 - Ytzen Brusse, Nederlands cineast (overleden 2008)
- 1923 - Allan McLeod Cormack, Amerikaans natuurkundige (overleden 1998)
- 1923 - Ioannis Grivas, Grieks politicus (overleden 2016)
- 1923 - Wout Steenhuis, Nederlands multi-instrumentalist en zanger (overleden 1985)
- 1924 - Anatoli Basjasjkin, Sovjet-voetballer (overleden 2002)
- 1924 - Guus de Jonge, Nederlands kinderarts (overleden 2015)
- 1924 - Alexander Kerst, Oostenrijks acteur (overleden 2010)
- 1926 - Luigi De Magistris, Italiaans kardinaal (overleden 2022)
- 1928 - Ferdinand Fransen, Nederlands ondernemer (overleden 2021)
- 1928 - Hans Herrmann, Duits autocoureur
- 1928 - Vasili Lazarev, Sovjet-Russisch astronaut (overleden 1990)
- 1929 - Aleksi II van Moskou, patriarch van Moskou en Rusland (overleden 2008)
- 1929 - Toos Faber-de Heer, Nederlands journaliste en justitievoorlichtster (overleden 2020)
- 1929 - Pieter de Geus, Nederlands politicus (overleden 2004)
- 1930 - Harry Boldt, Duits ruiter
- 1930 - Jef Geeraerts, Belgisch schrijver van misdaadromans (overleden 2015)
- 1930 - Goro Shimura, Japans wiskundige (overleden 2019)
- 1931 - Tom Wesselmann, Amerikaans kunstschilder van de popart (overleden 2004)
- 1932 - Majel Barrett, Amerikaans actrice (overleden 2008)
- 1933 - Lee Calhoun, Amerikaans atleet (overleden 1989)
- 1934 - Inger Berggren, Zweeds zangeres (overleden 2019)
- 1934 - Linda Cristal, Argentijns actrice (overleden 2020)
- 1934 - Eddy van der Maarel, Nederlands ecoloog en schrijver (overleden 2021)
- 1936 - Harry McGurk, Schots psycholoog (overleden 1998)
- 1936 - Roger Rivière, Frans wielrenner (overleden 1976)
- 1938 - Leo Beerendonk, Nederlands voetballer (overleden 2022)
- 1938 - Jiří Menzel, Tsjechisch filmregisseur en acteur (overleden 2020)
- 1940 - Peter Fonda, Amerikaans acteur en regisseur (overleden 2019)
- 1942 - Joop van den Ende, Nederlands televisie- en musicalproducent
- 1943 - Tales Flamínio Carlos, Braziliaans voetballer
- 1944 - Florian Fricke, Duits musicus bij Popol Vuh (overleden 2001)
- 1944 - Oleg Jankovski, Russisch acteur (overleden 2009)
- 1944 - John Sandford, Amerikaans thriller-schrijver
- 1944 - Johnny Winter, Brits bluesgitarist (overleden 2014)
- 1945 - Ludo Dielis, Belgisch biljarter
- 1945 - Wilfried Meert, Belgisch journalist en sportbestuurder
- 1945 - Nico Zwinkels, Nederlands televisiepresentator en klusjesman (overleden 2025)
- 1946 - Allan Boesak, Zuid-Afrikaans religieus en politiek leider
- 1946 - Anatoli Banişevski, Sovjet-Azerbeidzjaans voetballer en trainer (overleden 1997)
- 1946 - Alberto Colombo, Italiaans autocoureur (overleden 2024)
- 1946 - René Goris, Belgisch atleet
- 1948 - Sugar Lee Hooper, Nederlands zangeres (overleden 2010)
- 1948 - Steve Priest, Brits rockzanger, songwriter en basgitarist (overleden 2020)
- 1949 - Joost Barbiers, Nederlands beeldhouwer (overleden 2015)
- 1950 - Michel Soulier, Belgisch voetballer (overleden 1977)
- 1951 - Shigefumi Mori, Japans wiskundige
- 1951 - William O'Brien, Amerikaans-Hongkongs autocoureur
- 1953 - Kjell Bergqvist, Zweeds acteur
- 1955 - Howard Jones, Engels zanger en tekstschrijver
- 1955 - Tomasz Stockinger, Pools acteur
- 1956 - Sylvia Millecam, Nederlands actrice en televisiepersoonlijkheid (overleden 2001)
- 1957 - Ria Brieffies, Nederlands zangeres (overleden 2009)
- 1957 - Francine Peeters, Belgisch atlete
- 1959 - Linda Nolan, Iers zangeres, actrice en televisiepersoonlijkheid (overleden 2025)
- 1959 - Lucas Van den Eynde, Belgisch acteur
- 1960 - Aleid Wolfsen, Nederlands politicus
- 1960 - Naruhito, 126e keizer van Japan
- 1961 - Peter Vandermeersch, Belgisch journalist
- 1963 - Maxim Februari, Nederlands filosoof, schrijver en essayist
- 1963 - Radosław Sikorski, Pools journalist en politicus
- 1963 - Christine van Stralen, Nederlands actrice
- 1964 - Ronan Vibert, Brits acteur (overleden 2022)
- 1965 - Koenraad Goudeseune, Belgisch dichter, prozaschrijver en recensent (overleden 2020)
- 1965 - Valeri Sjmarov, Russisch voetballer en trainer
- 1967 - Tetsuya Asano, Japans voetballer
- 1968 - Gradje Xhofleer, Nederlands voetballer
- 1969 - Michael Campbell, Nieuw-Zeelands golfer
- 1969 - Marc Wauters, Belgisch wielrenner
- 1972 - Felicita Vos, Nederlands schrijfster
- 1973 - Babette Labeij, Nederlands zangeres en zangcoach
- 1974 - Stéphane Bernadis, Frans kunstschaatser
- 1975 - Wilfred Kigen, Keniaans atleet
- 1975 - Virginia Lourens, Nederlands taekwondoka
- 1975 - Wilbert Pennings, Nederlands atleet
- 1976 - Lorne Balfe, Schots componist
- 1976 - David George, Zuid-Afrikaans wielrenner
- 1976 - Víctor Sánchez, Spaans voetballer
- 1977 - Abdul-Jabbar van de Ven, Nederlands islamitisch prediker
- 1978 - Lars Klingbeil, Duits politicus (SPD)
- 1978 - Kris Lemche, Canadees acteur
- 1981 - Jan Böhmermann, Duits komiek en presentator
- 1981 - Jeffrey Leiwakabessy, Nederlands voetballer
- 1981 - Dennis van Noort, Nederlands atleet
- 1981 - Miroslav Zelinka, Tsjechisch voetbalscheidsrechter
- 1982 - Tristan Valentin, Frans wielrenner
- 1983 - Aziz Ansari, Amerikaans stand-upcomedian en acteur
- 1983 - Emily Blunt, Brits actrice
- 1983 - Ahmed Hossam (Mido), Egyptisch voetbaltrainer en voormalig voetballer
- 1983 - Sahit Prizreni, Albanees worstelaar
- 1983 - Maciej Ustynowicz, Pools schaatser
- 1984 - Pete McLeod, Canadees piloot
- 1984 - Nick Van Peborgh, Belgisch atleet
- 1985 - Jekaterina Joerlova, Russisch biatlete
- 1986 - Bertrand Baguette, Belgisch autocoureur
- 1986 - Tessa van Dijk, Nederlands schaatsster
- 1986 - Rahel Frey, Zwitsers autocoureur
- 1988 - Anne-Sophie Barthet, Frans alpineskiester
- 1988 - Tarik Elyounoussi, Marokkaans-Noors voetballer
- 1988 - Stefan de Kogel, Nederlands acteur en zanger
- 1989 - Evan Bates, Amerikaans kunstschaatser
- 1990 - Shelby Blackstock, Amerikaans autocoureur
- 1990 - Paddy John, Nederlands voetballer
- 1990 - Mario Mola, Spaans triatleet
- 1991 - Bart Deurloo, Nederlands turner
- 1991 - Chatilla van Grinsven, Nederlands basketballer
- 1992 - Kyriakos Papadopoulos, Grieks voetballer
- 1994 - Dakota Fanning, Amerikaans actrice
- 1994 - Lander Hendrickx, Belgisch zwemmer
- 1995 - Valarie Allman, Amerikaans atlete
- 1995 - Sam Hemeleers, Belgisch basketballer
- 1996 - Niccolò Antonelli, Italiaans motorcoureur
- 1997 - Jamal Murray, Canadees basketballer
- 1999 - Beatrice Merlo, Italiaans voetbalster
- 2000 - Femke Bol, Nederlands atlete
- 2002 - Emilia Jones, Brits actrice
- 2004 - Loïs Beekhuizen, Nederlands actrice en zangeres
- 2004 - Donovan Clingan, Amerikaans basketballer
- 2012 - Estelle van Zweden, dochter van de Zweedse kroonprinses Victoria en prins Daniel

## Overleden

John Keats
overleden in 1821

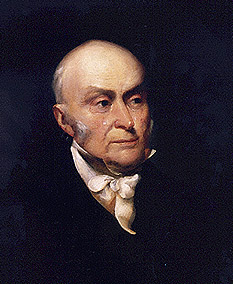
John Quincy Adams
overleden in 1848

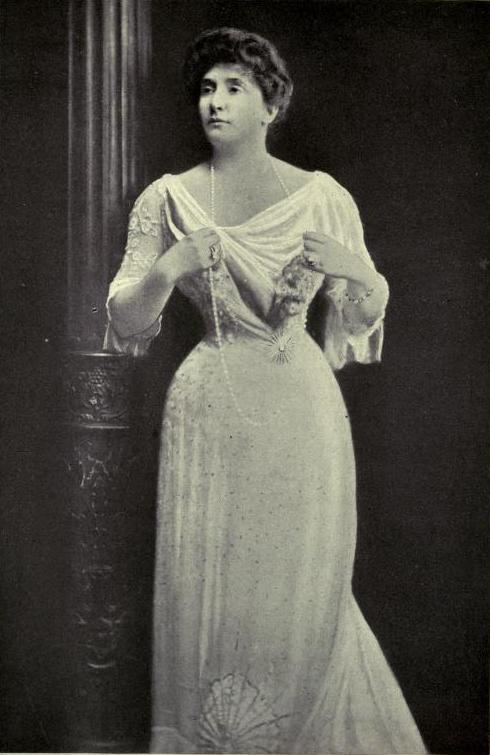
Nellie Melba
overleden in 1931

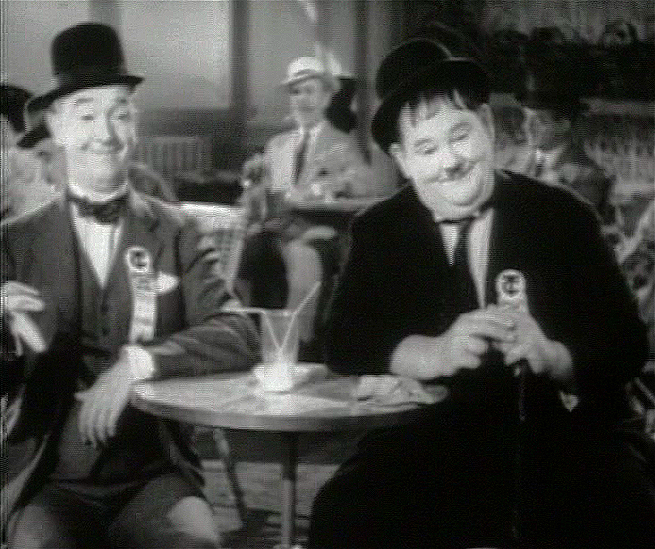
Stan Laurel (links)
overleden in 1965

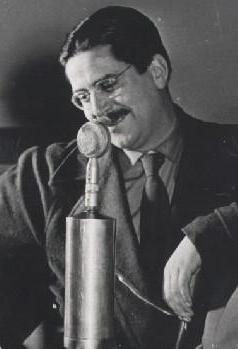
Jan de Cler
overleden in 2009

- 1270 - Isabella van Frankrijk, rooms-katholieke heilige
- 1704 - Georg Muffat (50), Duits orgelcomponist
- 1792 - Joshua Reynolds (68), Engels kunstschilder
- 1800 - Joseph Warton (77), Engels dichter en criticus
- 1821 - John Keats (25), Engels dichter
- 1848 - John Quincy Adams (80), zesde president van de Verenigde Staten
- 1855 - Carl Friedrich Gauss (77), Duits wiskundige
- 1858 - Vicente Ramón Roca (65), Ecuadoraans politicus
- 1874 - Maria Louise van Bourbon-Sicilië (19), prinses van Beide Siciliën
- 1897 - Gerardus Petrus Booms (74), Nederlands militair, politicus en schrijver
- 1916 - Hugo von Pohl (60), Duits militair
- 1930 - Horst Wessel (22), Duits componist
- 1931 - Nellie Melba (69), Australisch sopraan
- 1934 - Edward Elgar (76), Brits componist
- 1944 - Leo Baekeland (80), Belgisch-Amerikaans chemicus en uitvinder van het bakeliet
- 1946 - Tomoyuki Yamashita (60), Japans generaal
- 1959 - Pierre Frieden (66), Luxemburgs politicus
- 1960 - Arthur Legat (61), Belgisch autocoureur
- 1965 - Stan Laurel (74), Brits acteur
- 1965 - Friedrich Winkler (76), Duits kunsthistoricus en museumdirecteur
- 1967 - Paul-Gustave van Hecke (79), Belgisch journalist en kunstpromotor
- 1969 - Herbert Maier (76), Amerikaans architect
- 1969 - Eduardo Mondlane (48), Mozambikaans verzetsstrijder
- 1969 - Ronald Scobie (75), Brits legerofficier
- 1974 - George Van Biesbroeck (94), Belgisch astronoom
- 1977 - Wilhelm Gideon, Duits nazi en concentratiekampcommandant
- 1978 - Paul Yoshigoro Taguchi (75), Japans kardinaal-aartsbisschop van Osaka
- 1980 - Hans Hüttig (85), Duits oorlogsmisdadiger
- 1982 - Leonid Spirin (49), Sovjet-Russisch atleet
- 1986 - Mathilde Boniface (74), Belgisch politica en militante
- 1986 - Matthieu Galey (51), Frans schrijver en criticus
- 1986 - Jeen Nauta (59), Nederlands schaatser
- 1986 - Mart Stam (86), Nederlands meubelontwerper en architect
- 1986 - Hendrik Adriaan van Willigen (79), Nederlands burgemeester
- 1988 - Edward Bevan (80), Brits roeier
- 1989 - Wangchug Deden Shakabpa (82), Tibetaans historicus en politicus
- 1990 - José Napoleón Duarte (64), president van El Salvador
- 1990 - James Gavin (82), Amerikaans generaal
- 1993 - Phillip Terry (83), Amerikaans acteur
- 1994 - Marvin Burke (75), Amerikaans autocoureur
- 1996 - Birgit Brüel (68), Deens zangeres en actrice
- 1996 - Helmut Schön (80), Duits voetballer en voetbaltrainer
- 1997 - Gabe Scholten (75), Nederlands atleet
- 1997 - Tony Williams (51), Amerikaans jazzdrummer
- 2000 - Ingvald Eidsheim (90), Noors zeeman en oorlogsheld
- 2000 - Ofra Haza (42), Israëlisch zangeres
- 2000 - Stanley Matthews (85), Engels voetballer
- 2001 - Robert Enrico (69), Italiaans filmregisseur
- 2001 - Sergio Mantovani (71), Italiaans autocoureur
- 2003 - Robert K. Merton (92), Amerikaans socioloog
- 2004 - Carl Anderson (58), Amerikaans zanger en acteur
- 2004 - Jan Leendert Melchers (97), Nederlands sportbestuurder
- 2005 - Truck Branss (79), Duits acteur
- 2005 - Bắc Sơn (73), Vietnamees acteur
- 2005 - Gerard Walden (96), Nederlands acteur en theatermaker
- 2005 - Henk Zeevalking (82), Nederlands politicus
- 2006 - Telmo Zarraonaindía (85), Spaans voetballer
- 2007 - Bert Vanheste (69), Belgisch literatuurwetenschapper en auteur
- 2007 - Pascal Yoadimnadji (56), Tsjadisch premier en advocaat
- 2008 - Janez Drnovšek (57), president van Slovenië
- 2008 - Paul Frère (91), Belgisch autocoureur
- 2008 - Josep Palau i Fabre (90), Spaans schrijver en dichter
- 2008 - Henk Romijn Meijer (78), Nederlands schrijver, essayist, dichter, taalkundige en vertaler
- 2009 - Jan de Cler (93), Nederlands kunstschilder, illustrator en huisarts
- 2009 - Sverre Fehn (84), Noors architect
- 2009 - Frank Löwik (52), Twents historicus, leraar en schrijver
- 2009 - Will van Selst (72), Nederlands acteur
- 2009 - Franciszek Starowieyski (78), Pools kunstenaar
- 2009 - Scott Symons (75), Canadees schrijver
- 2011 - Harm Buiter (89), Nederlands burgemeester
- 2012 - Heinz Falke (81), Nederlands kunstenaar
- 2013 - Julien Ries (92), Belgisch kardinaal
- 2013 - Maurice Rosy (85), Belgisch illustrator en stripscenarist
- 2014 - Alice Herz-Sommer (110), Tsjechisch pianiste en overlevende van een Holocaust-concentratiekamp
- 2015 - Ben Woolf (34), Amerikaans acteur
- 2016 - Theo Vanderpoorten (75), Belgisch componist
- 2016 - Peter Lustig (78), Duits televisiepresentator en kinderboekenauteur
- 2016 - Henk Mochel (83), Nederlands televisiepresentator
- 2018 - Lewis Gilbert (97), Brits filmmaker
- 2019 - Wim Peters (97), Nederlands burgemeester
- 2020 - Hugo Van den Berghe (76), Belgisch acteur
- 2020 - János Göröcs (80), Hongaars voetballer en voetbalcoach
- 2021 - Fausto Gresini (60), Italiaans motorcoureur
- 2021 - Tormod Knutsen (89), Noors Noordse combinatieskiër
- 2021 - Juan Carlos Masnik (77), Uruguayaans voetballer
- 2021 - Geoffrey Scott (79), Amerikaans acteur
- 2021 - Frits Veerman (76), Nederlands oudste klokkenluider n.a.v. atoomspionage door Pakistan in Nederland bij Urenco in Almelo
- 2022 - Jaakko Kuusisto (48), Fins dirigent, violist en componist
- 2023 - Slim Borgudd (76), Zweeds autocoureur
- 2023 - François Couchepin (88), Zwitsers politicus
- 2023 - Frank Grillaert (76), Belgisch atleet
- 2023 - Ria Jaarsma (80), Nederlands politica
- 2023 - Ves Jacobs (77), Nederlands voetballer
- 2024 - Irene Camber (98), Italiaans schermster
- 2024 - Wilson Fittipaldi Jr. (80), Braziliaans Formule 1-coureur
- 2024 - Joan Haanappel (83), Nederlands kunstschaatsster en sportcommentator
- 2025 - Wil Hulshof-van Montfoort (89), Nederlands atlete
- 2025 - Henk Slebos (82), Nederlands ingenieur en zakenman

## Viering/herdenking

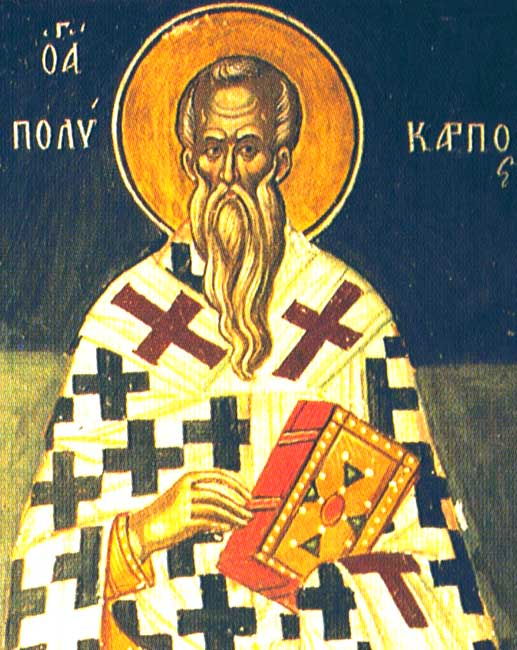
Polycarpus van Smyrna

- Dag van de verdedigers van het vaderland of Dag van de Man (Rusland)
- Rooms-Katholieke kalender:
  - Heilige Polycarpus van Smyrna († c.155) - Gedachtenis
  - Heilige Milburga van Wenlock († 715)
  - Heilige Willicus van Mainz († 1011)
  - Heilige Dositheus van Gaza († 6e eeuw)
  - Zalige Otto van Cappenberg († 1171)
  - Zalige Odilia van Mombeek († 1068)
- Brunei - Nationale feestdag (1984, onafhankelijkheid van Brits protectoraat)
- Guyana - Dag van de Republiek / Mashramani/Mash Dag
- Terminalia

## Weerextremen

### Nederland
| | Officiële records | Officiële records | Officiële records |      | Landelijke records | Landelijke records | Landelijke records                          |
| Gebeurtenis | Jaar              | Extreem           | Locatie           | Jaar | Extreem            | Locatie            |                                             |
| --- | ----------------- | ----------------- | ----------------- | ---- | ------------------ | ------------------ | ------------------------------------------- |
| Laagste etmaalgemiddelde temperatuur (°C) | 1956              | −12,2             | De Bilt           |      | 1956               | −14,1              | Volkel                                      |
| Hoogste etmaalgemiddelde temperatuur (°C) | 2021              | 13,4              | De Bilt           |      | 2021               | 14,6               | Maastricht                                  |
| Laagste minimumtemperatuur (°C) | 1956              | −18,0             | De Bilt           |      | 1956               | −20,6              | Deelen                                      |
| Hoogste minimumtemperatuur (°C) | 1912              | 11,0              | De Bilt           |      | 1912               | 11,0               | De Bilt                                     |
| Laagste maximumtemperatuur (°C) | 1956              | −6,7              | De Bilt           |      | 1956               | −10,0              | Maastricht                                  |
| Hoogste maximumtemperatuur (°C) | 2021              | 17,8              | De Bilt           |      | 2021               | 19,3               | Eindhoven                                   |
| Hoogste uurgemiddelde windsnelheid (m/s) | 1946              | 20,6              | De Bilt           |      | 2017 2020          | 24,0               | Hoek van Holland Vlissingen                 |
| Hoogste windstoot (m/s) | 1967              | 26,8              | De Bilt           |      | 2002               | 35,0               | Cadzand                                     |
| Langste zonneschijnduur (uur) | 1993              | 9,6               | De Bilt           |      | 1993 1996 2018     | 9,8                | Lelystad, Vlissingen Heino, Marknesse Arcen |
| Langste neerslagduur (uur) | 2017              | 15,3              | De Bilt           |      | 2005               | 19,4               | Hoorn Terschelling                          |
| Hoogste etmaalsom van de neerslag (mm) | 2020              | 31,7              | De Bilt           |      | 2020               | 31,7               | De Bilt                                     |
| Laagste etmaalgemiddelde relatieve vochtigheid (%) | 1983              | 48                | De Bilt           |      | 1983               | 45                 | Eindhoven                                   |
| Laagste uurwaarde luchtdruk op zeeniveau (hPa) | 1935              | 975,4             | De Bilt           |      | 1935               | 974,4              | Eelde                                       |
| Hoogste uurwaarde luchtdruk op zeeniveau (hPa) | 1962              | 1040,2            | De Bilt           |      | 1962               | 1043,3             | Eelde, Leeuwarden                           |
| Officiële records worden altijd gemeten op het KNMI-weerstation in De Bilt. Landelijke records kunnen worden gemeten op elk officieel KNMI-weerstation in Nederland. |                   |                   |                   |      |                    |                    |                                             |

Uitzonderlijke gebeurtenissen
- 2024 - Officieel laagste etmaalgemiddelde relatieve vochtigheid in % van februari dit jaar gemeten in De Bilt: 82 (voorlopig)

### België
Dagrecords
- 1956 - Laagste etmaalgemiddelde temperatuur −12,1 °C
- 1846 - Hoogste etmaalgemiddelde temperatuur 11,8 °C
- 1956 - Laagste minimumtemperatuur −16,3 °C. Laagste temperatuur van de 20ste eeuw.
- 2021 - Hoogste maximumtemperatuur 17,9 °C
- 1912 - Hoogste etmaalsom van de neerslag 16,8 mm

<< · 1 · 2 · 3 · 4 · 5 · 6 · 7 · 8 · 9 · 10 · 11 · 12 · 13 · 14 · 15 · 16 · 17 · 18 · 19 · 20 · 21 · 22 · 23 · 24 · 25 · 26 · 27 · 28 · 29 · (30) · >>